# Mazda Nagare
Mazda Nagare (pronunciado "nah-gah-reh") es un coche conceptual que fue introducido por Mazda en el Salón del Automóvil de Los Ángeles de 2006. El Nagare se considera un ejercicio en el diseño del coche natural y orgánico para explorar el futuro de los automóviles de Mazda.
Su nombre "Nagare" se traduce al inglés como "flujo" y los diseñadores estudiaron específicamente el movimiento y el efecto que tiene sobre el entorno natural al crear este vehículo.
Fue diseñado por Laurens van den Acker, director de diseño global de Mazda en ese momento, y su equipo de estudio de diseño avanzado en Irvine, California. Como jefe del equipo de diseño internacional de Nagare, la tarea principal de Laurens de Mazda era diseñar primero y la ingeniería más adelante. Desde entonces ha sido sustituido por Ikuo Maeda.
"El Nagare es una celebración de proporciones y lenguaje superficial que evolucionará en diseños posteriores planeados para su presentación en futuros shows internacionales de vehículos. Nagare examina la luz y la sombra, y comienza a revelar las señales de diseño global para la próxima generación de vehículos Mazda ", dijo Laurens. "Estamos viendo bien en el camino con Nagare. Queremos sugerir dónde estará el diseño Mazda en 2020. Para ello, redefinimos las proporciones básicas y la idea de conducir sin perder la implicación emocional. El espíritu de conducción de Mazda será mejorado e intensificado por Nagare.

## Estilización
El Mazda Nagare es una celebración de proporciones y lenguaje superficial de acuerdo a sus diseñadores. Sus líneas fluyen como el líquido a través de su diseño inconsútil liso y sin marcas de distinción que restan el tema total del coche. Tiene un parabrisas grande que rastrilla en un ángulo muy empinado que se moldea en el techo de cristal del coche. Sus ruedas grandes y agresivas se envuelven en los pozos de la rueda, incorporándolos como parte del cuerpo.
Dos puertas de doble longitud se abren hacia adelante cuando se abren y se extienden desde la cabina como las alas de una mariposa. En el interior, se encuentra el asiento del conductor centralmente situado en la parte delantera de la cabina y tres asientos traseros de pasajeros dispuestos en un "salón envolvente" en la parte posterior. El interior continúa los temas orgánicos de Nagare con controles elípticos futuristas y los diales que relacionan la información al conductor.

## Motor
Los detalles del tren motriz se especulan en gran medida en este momento. Mazda no ha publicado información sobre los detalles del motor y su rendimiento porque quieren centrarse en los elementos de diseño del coche. Algunos creen que el Nagare podría estar equipado con un motor rotativo Mazda impulsado por hidrógeno.

## Detalles Técnicos
Mazda mantiene el alma de un coche deportivo, como todos sus productos, con el diseño del Nagare. El trabajo de la carrocería no es solo forma, sino funcional en la disminución de la resistencia del viento. Las ruedas del Nagare también se colocan en las esquinas más alejadas para una respuesta rápida de la dirección y una maniobrabilidad ágil.

## Aplicaciones de producción
El Mazda3 de 2010 se anuncia teniendo "detalles iluminados de los faros inspirados en el Negare" en la parte superior de la línea "Grand Touring".
El Mazda5 de 2012 se considera que tiene "Líneas de cuerpo inspiradas en el Negare" en los lados del vehículo.

## Galería

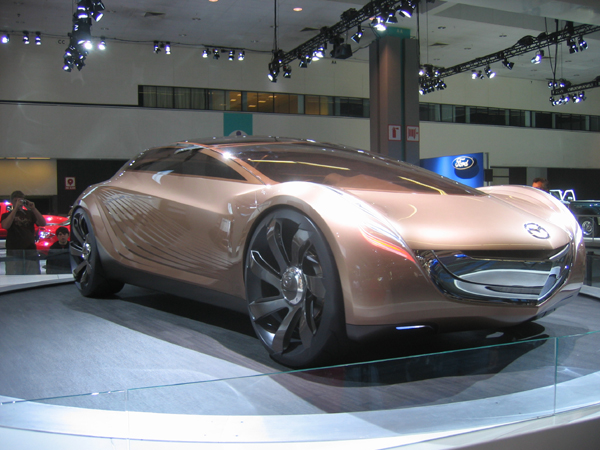
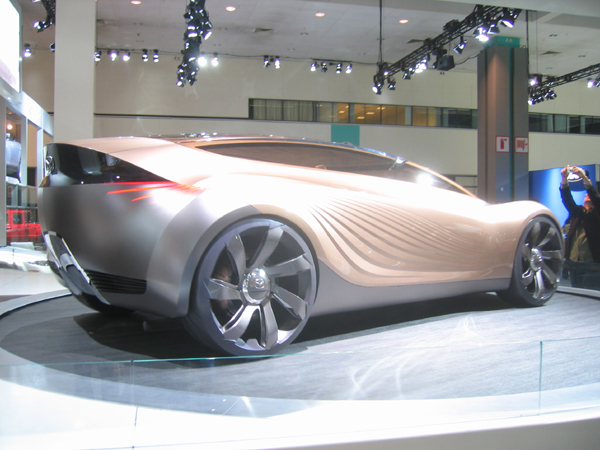

Auto Show Internacional de Los Ángeles 2006